# Limotettix luteola
Limotettix luteola är en insektsart som beskrevs av Sleesman 1929. Limotettix luteola ingår i släktet Limotettix och familjen dvärgstritar. Inga underarter finns listade i Catalogue of Life.